# Нюрнберзький ярмарок іграшок
Міжнародний ярмарок іграшок у Нюрнберзі (нім. Spielwarenmesse), який щорічно проводиться з 1950 року, є найбільшим міжнародним торговим ярмарком іграшок та настільних ігор. Відвідувати захід можуть лише професіонали іграшкової індустрії, журналісти та запрошені гості. Щороку під час шестиденного заходу близько 2 800 експонентів із 60 країн презентують свої продукти. У 2017 році ярмарок відвідало 73 000 професійних учасників і покупців зі 123 країн.
Організатором заходу є Spielwarenmesse eG, маркетингова та виставкова компанія, що базується в Нюрнберзі, Німеччина.

## Асортимент продукції
Щороку на ярмарку демонструють близько мільйона товарів, серед яких близько 70 000 новинок. Продукція представлена у дванадцяти різних категоріях, які станом на 2011 рік включали:
- Моделювання, хобі
- Моделі залізниць та аксесуари
- Технічні іграшки, розвиваючі іграшки, екшн-іграшки
- Ляльки, м'які іграшки
- Настільні ігри, книги, навчальні набори та експерименти, мультимедіа
- Святкові та трендові товари, карнавальна продукція
- Дерев'яні іграшки, рукоділля, подарунки
- Декоративно-прикладне мистецтво, креативний дизайн
- Спорт, дозвілля, відпочинок на природі
- Шкільні товари, канцелярія
- Товари для дітей та немовлят
- Універсальна категорія

## ToyInnovation/ToyAward
Нагороджені продукти виділяються завдяки ступеню інноваційності, концепції продукту, креативності та ігровій ідеї. Журі, що складається з галузевих експертів, визначає переможців у різних категоріях:
- Товари для дітей та немовлят
- Дошкільний вік
- Шкільний вік
- Підлітки та дорослі
- Стартапи
- Сталий розвиток

## Глобальна конференція з іграшок
Глобальна конференція з іграшок проводиться в останній день ярмарку та охоплює питання майбутнього іграшкової індустрії, такі як сталість, безпека іграшок, онлайн-маркетинг та успішного продажу в Інтернеті.